# A Wawel sárkánya
A Wawel sárkánya (lengyelül Smok Wawelski) lengyel népi hagyományokból ismert szörny, mely a legenda szerint a Wawel-domb barlangjában, a Visztula folyó mellett, Krakkóban élt. A szörny a város megalapítása előtt pusztította a vidéket.
A Waweli katedrálisban található egy szobor a sárkányról, amely emléket állít Krakus hercegnek, aki megalapította a várost és palotát emelt a sárkány barlangja fölé. A Sárkány-barlang napjainkban kedvelt turistalátványosság.

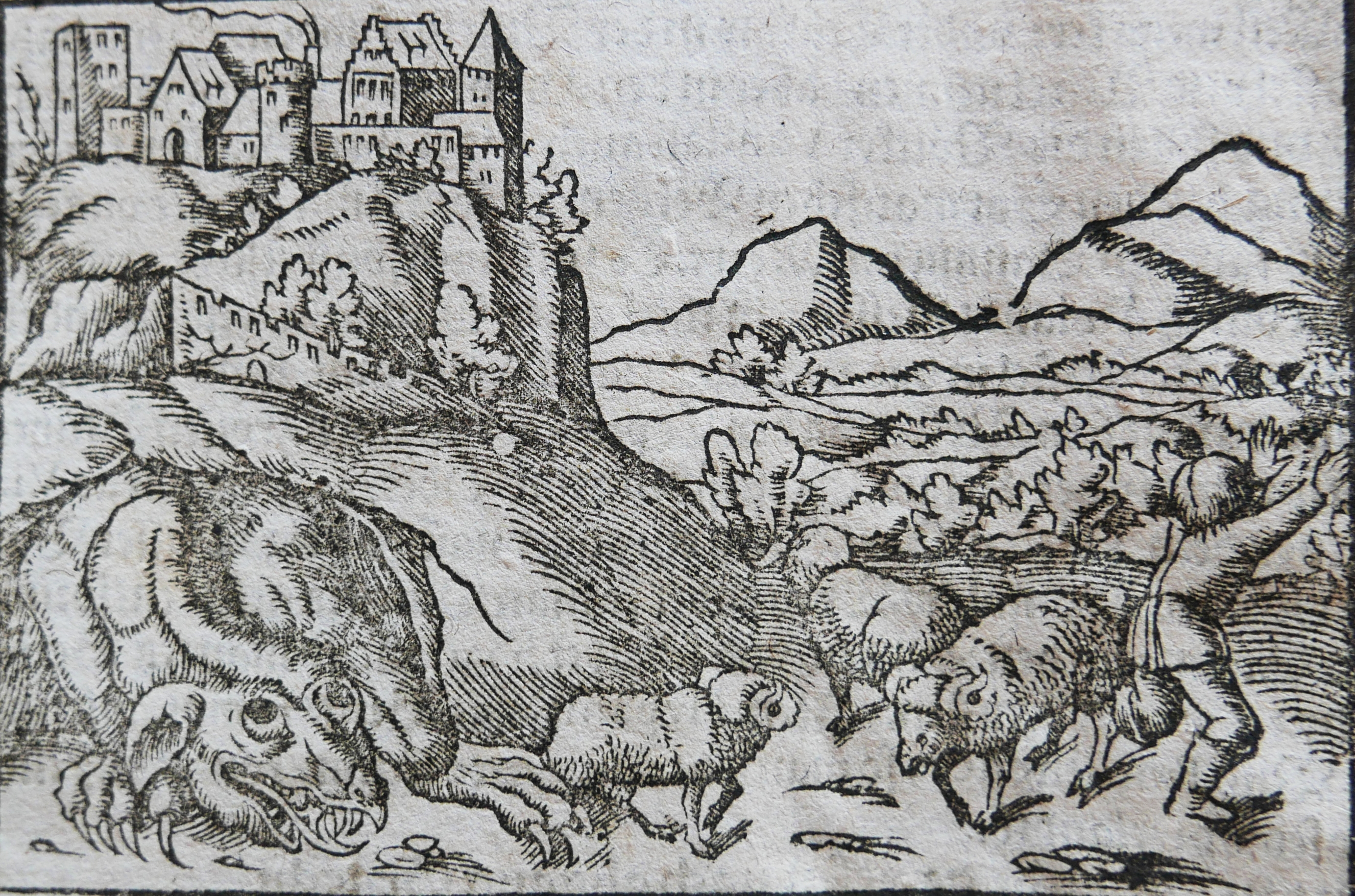
A Smok Wawelski Sebastian Münster Cosmographie Universalis című könyvében, 1544.

A legendás mese szerint Krak herceg uralkodása idején az ismeretlenségből egy szörny tűnt fel és a Wawel-domb barlangrendszerében telepedett meg. Gyíkszerű, rövid lábú, éles fűrészfarkú lény volt, amely éjszakánként a falvakat járta és a baromfiállományt, kerteket, földeket tönkretette. Krak elrendelte, hogy a barlang bejárata elé mindenki élelmet vigyen, ám ez is kevésnek bizonyult és a sárkány tovább garázdálkodott a környéken. Végül egy leleményes cipészmester - Skuba Dratewka - egy birkabőrt kitömött szurokkal és kénnel, amit a sárkány megevett és szörnyű szomját oltva a Visztula folyóhoz ment, ahol olyan sokat ivott, hogy végezetül nagy robajjal szétrobbant. Krakus a lányát a cipészhez adta, aki éveken keresztül varrta a cipőket a sárkány bőréből.
A legenda másik változata szerint a sárkány békében élt a barlangjában, egészen addig, amíg Krakkó városa évente háromszáz ifjú szüzet adományozott neki. Miután ezt megtagadták, elkezdte pusztítani a vidéket, majd a legenda előző változathoz hasonlóan itt is egy cipészmester ölte meg.

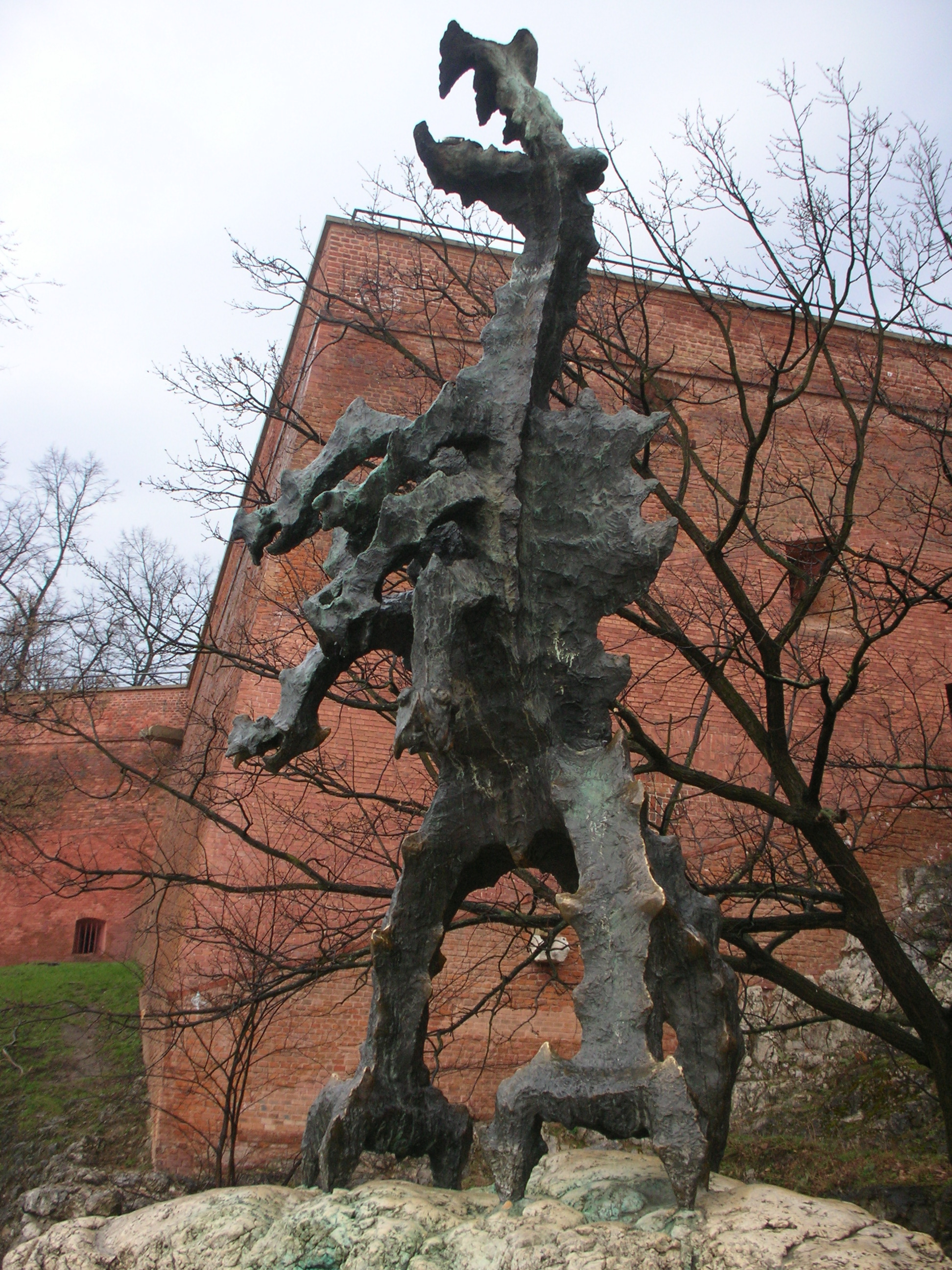
A sárkány-szobor

1972-ben Bronisław Chromy acél szobrát állították fel a Sárkány-barlang előtt, a szobor hatlábú sárkányt formál, ami ötpercenként tüzet lövell ki a szájából.